# Beija-flor-do-miombo
Beija-flor-do-miombo ou nectarínia-pequena-do-miombo (Cinnyris manoensis) é uma espécie de ave da família Nectariniidae.
Pode ser encontrada nos seguintes países: Angola, Botswana, República Democrática do Congo, Malawi, Moçambique, Tanzânia, Zâmbia e Zimbabwe.